# Конвой PQ-17 (телесериал)
«Конвой PQ-17» — российский художественный многосерийный цветной телевизионный фильм, снятый по мотивам романа «Реквием каравану PQ-17» советского писателя В. С. Пикуля. Премьерный показ телесериала состоялся в ноябре 2004 года на телеканале «Россия».

## Сюжет
27 июня 1942 года из Рейкьявика в Архангельск вышел караван судов, получивший кодовое название PQ-17. Путь конвоя с грузами для СССР лежал через северную Атлантику, где им угрожали атаки германского военного флота и авиации.
Главную угрозу представлял немецкий линейный корабль «Тирпиц». Получив сообщение о выходе «Тирпица» с базы, британское Адмиралтейство приказало кораблям непосредственного прикрытия повернуть навстречу германскому линкору, а транспортным судам — рассредоточиться и продолжать движение поодиночке. В результате этого решения транспорты конвоя остались без прикрытия и понесли тяжелые потери от действий подлодок и авиации противника.

## В ролях
| Актёр              | Роль                                         |
| ------------------ | -------------------------------------------- |
| Мария Беккер       | Катя                                         |
| Алексей Девотченко | Ральф Зеггерс (прототип Макс-Мартин Тайхерт) |
| Валерий Дьяченко   | адмирал А.Г. Головко                         |
| Ольга Лукашова     | тётя Паша                                    |
| Николай Мартон     | Дадли Паунд                                  |
| Андрей Мерзликин   | Н.А. Лунин                                   |
| Леонид Неведомский | Уинстон Черчилль                             |
| Сергей Плёскин     | Морозов                                      |
| Виктор Соловьёв    | капитан Белоусов                             |
| Полина Тильга      | Саша                                         |
| Сергей Цепов       | Брэнгвин                                     |
| Валерий Величко    | Сазаныч                                      |
| Борис Войцеховский | Сварт                                        |
| Валерий Доронин    | Хамильтон                                    |
| Юрий Лазарев       | Отто Шнивинд                                 |
| Василий Богомазов  | Адольф Гитлер                                |
| Сергей Шелгунов    | капитан американского судна                  |
| Павел Бойко        | И.П. Мазурук                                 |
| Георгий Демуров    | И.В. Сталин                                  |
| Сейран Даллакян    | Л.П. Берия                                   |
| Илья Мозговой      | Альфред, штурман немецкой подводной лодки    |
| Владимир Ерасов    | Лысюк                                        |
| Михаил Самочко     | Захаров                                      |
| Вячеслав Теплов    | старпом «Урала»                              |

## Съёмочная группа
- Автор сценария: Владимир Вардунас
- Режиссёр: Александр Котт
- Оператор-постановщик: Пётр Духовской
- Визуальные эффекты: Семён Левин
- Художник-постановщик: Андрей Васин
- Композитор: Юрий Красавин
- Звукорежиссёр:
- Монтаж:
- Художник-гример: Николай Пилявский
- Исполнительный продюсер: Леонид Маркин
- Продюсер: Владимир Досталь
- художник по костюмам: Людмила Романовская

Производство кинокомпания «ДомФильм» при участии киностудии «Макс-Медиа». Визуальные спецэффекты изготавливала компания SL-Studio Семёна Левина, за которые впоследствии была удостоена платиновой награды в номинации «Визуальные эффекты в кинематографии» и 7 наград на конкурсе OMNI INTERMEDIA AWARDS-2004.

## Место съёмок
- Место съёмок фильма проводились в Полярном[6].